# جواکینو گوارانیا
جواکینو گوارانیا (ایتالیایی: Gioacchino Guaragna; ۱۴ ژوئن ۱۹۰۸ – ۱۹ آوریل ۱۹۷۱) شمشیرباز اهل ایتالیا بود.
وی در مسابقات کشوری و بین‌المللی در مجموع برندهٔ ۲ مدال طلا، ۱ مدال نقره شده‌است.